# La Mezcalilla
La Mezcalilla är en ort i Mexiko.   Den ligger i kommunen Juanacatlán och delstaten Jalisco, i den centrala delen av landet, 400 km väster om huvudstaden Mexico City. La Mezcalilla ligger 1 531 meter över havet och antalet invånare är 162.
Terrängen runt La Mezcalilla är kuperad åt nordost, men åt sydväst är den platt. Runt La Mezcalilla är det ganska glesbefolkat, med 47 invånare per kvadratkilometer. Närmaste större samhälle är Zapotlanejo, 19,7 km norr om La Mezcalilla. I omgivningarna runt La Mezcalilla växer huvudsakligen savannskog.